# Berlusconi – italienaren
Berlusconi – italienaren är en bok av journalisten Kristina Kappelin om politikern, affärsmannen och mediemogulen Silvio Berlusconi, utgiven på Brombergs förlag 2010. Kappelin är starkt kritisk till såväl Berlusconi som den italienska samhällsutvecklingen i stort.

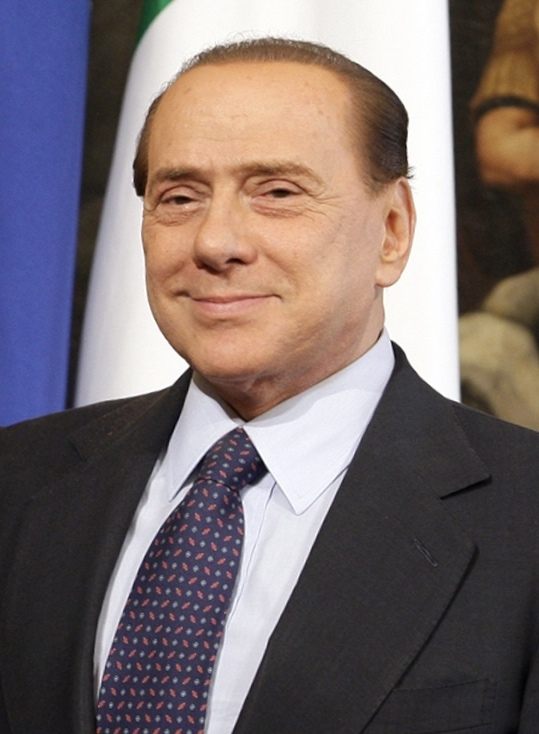
Boken handlar om Silvio Berlusconi

## Recensioner
- Recension i Corren.se 6 december 2010